# Пришвиц

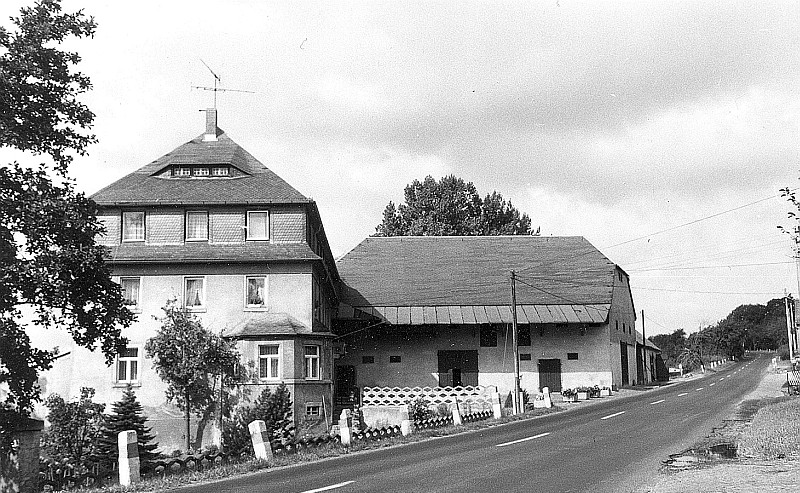
Мельница, фотография 1988 года. Памятник культуры и истории земли Саксония

При́швиц или Пре́чецы (нем. Prischwitz; в.-луж. Prěčecyо файле) — деревня в Верхней Лужице, Германия. Входит в состав коммуны Гёда района Баутцен в земле Саксония. Подчиняется административному округу Дрезден.

## География
Соседние населённые пункты: на северо-востоке — деревня Мышецы, на юго-востоке — деревня Дебишков, на юге — деревня Бечицы, на юго-западе — деревня Чешкецы, на западе — деревня Либонь и на северо-западе — деревня Чорнецы.

## История
Впервые упоминается в 1292 году под наименованием Prischewicz. С 1580 по 1777 года принадлежала женскому монастырю Мариенштерн. С 1994 года входит в современную коммуну Гёда.
В настоящее время деревня входит в состав культурно-территориальной автономии «Лужицкая поселенческая область», на территории которой действуют законодательные акты земель Саксонии и Бранденбурга, содействующие сохранению лужицких языков и культуры лужичан.
Исторические немецкие наименования:
- Prischewicz, 1292
- Priczwicz, 1350
- Priczczewicz, Priczewicz, Pritswicz, 1374—1782
- Pritzschwitz, 1443
- Preczewicz, 1445
- Pretschewitz, 1459
- Preczewicz, 1469
- Pritzschwitz, 1580

## Население
Официальным языком в населённом пункте, помимо немецкого, является также верхнелужицкий язык.
Согласно статистическому сочинению «Dodawki k statisticy a etnografiji łužickich Serbow» Арношта Муки в 1884 году проживало 131 человек (из них — 117 серболужичан (89 %)).
Лужицкий демограф Арношт Черник в своём сочинении «Die Entwicklung der sorbischen Bevölkerung» указывает, что в 1956 году при общей численности в 456 человек серболужицкое население деревни составляло 13,4 % (из них верхнелужицким языком активно владело 47 человек, 9 — пассивно и 5 несовершеннолетних владели языком).
Численность деревни значительно возросла во время индустриализации Лужицы в 50-е годы XX столетия. В настоящее время численность деревни возвратилась к уровню первой четверти XX века.
| 1834 | 1871 | 1890 | 1910 | 1925 | 1939 | 1946 | 1950 | 1964 | 1990 | 2006 | 2016 |
| ---- | ---- | ---- | ---- | ---- | ---- | ---- | ---- | ---- | ---- | ---- | ---- |
| 113  | 121  | 148  | 121  | 132  | 317  | 394  | 486  | 750  | 617  | 176  | 176  |

## Достопримечательности
Памятники культуры и истории земли Саксония
- Мельница, д. 8, 1915 год (№ 09252363);
- Каменный дорожный указатель, XIX век (№ 09252365);
- Каменный дорожный указатель, 1725 год (№ 09304935);
- Лютеранский каменный мемориальный камень; находится на сельской площади, 1933 год (№ 09252364);
- Двухарочный мост через реку Шварцвассер, XIX век (№ 09251309);
- Жилой дом; д. 1, 1826 год (№ 09251312);
- Жилой дом; д. 4, 1800 год (№ 09254984);
- Конюшня, д. 5, 1820 год (№ 09252362);
- Жилой дом, две боковые постройки и северный сарай с четырёхсторонним двором, д. 6, вторая половина XIX века (№ 09254982);
- Жилой дом, д. 11, 1850 год (№ 09254983).